# Kottaiyur
Kottaiyur è una suddivisione dell'India, classificata come town panchayat, di 10.595 abitanti, situata nel distretto di Sivaganga, nello stato federato del Tamil Nadu. In base al numero di abitanti la città rientra nella classe IV (da 10.000 a 19.999 persone).

## Geografia fisica
La città è situata a 10° 7' 0 N e 78° 49' 0 E e ha un'altitudine di 76 m s.l.m..

## Società

### Evoluzione demografica
Al censimento del 2001 la popolazione di Kottaiyur assommava a 10.595 persone, delle quali 5.229 maschi e 5.366 femmine. I bambini di età inferiore o uguale ai sei anni assommavano a 1.042, dei quali 579 maschi e 463 femmine. Infine, coloro che erano in grado di saper almeno leggere e scrivere erano 7.928, dei quali 4.142 maschi e 3.786 femmine.